# Випічка

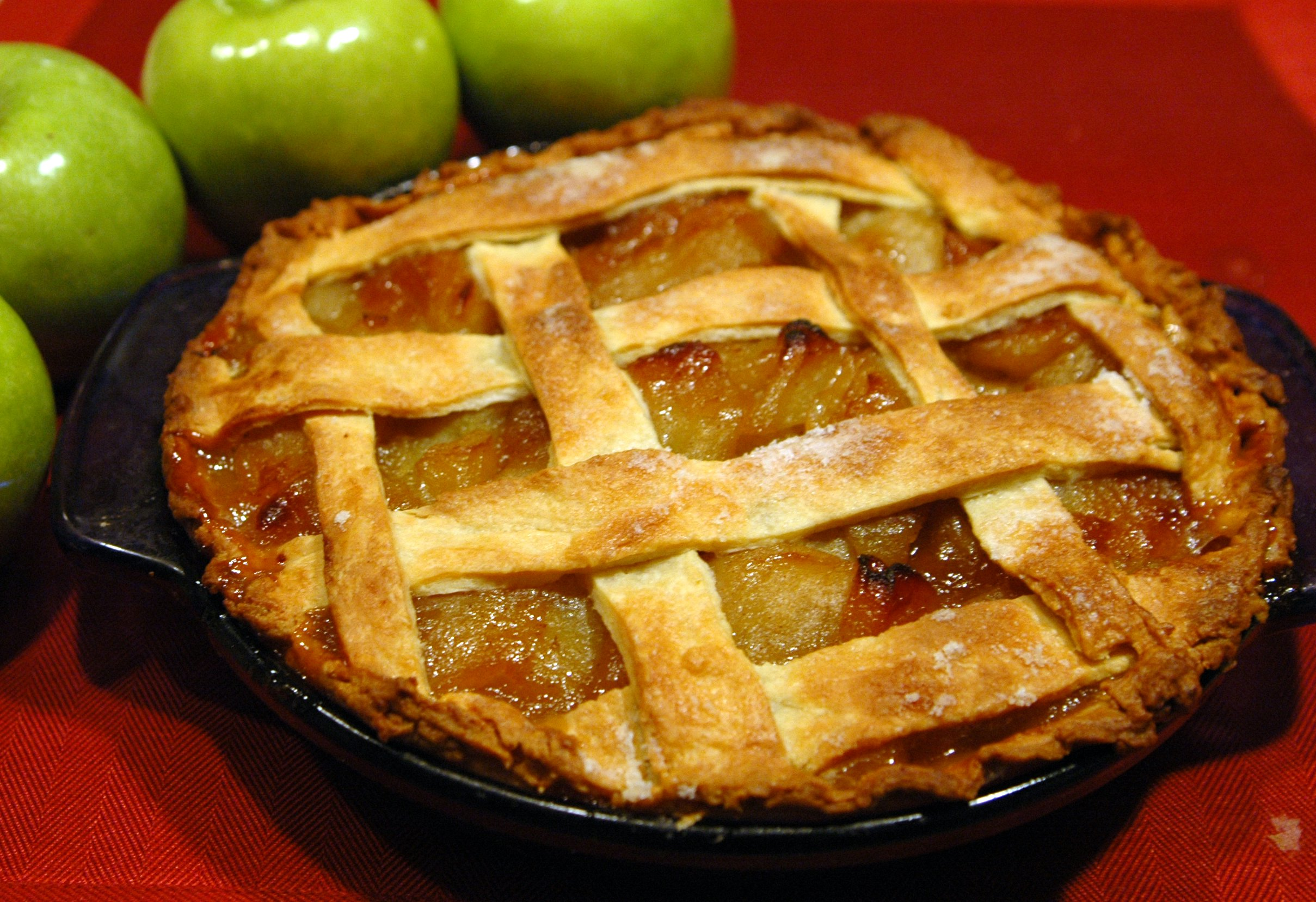
Солодкий пиріг з яблуками

Ви́пічка — загальна назва для хлібобулочних та кондитерських виробів, виробів що виготовляються методом випікання, а також сам цей процес.
Залежно від виду борошна, яке використовують для приготування тіста, хліб поділяється на житній, пшеничний, житньо-пшеничний і пшенично-житній; від способу випікання — формовий і подовий; від рецептури — простий і поліпшений.
До дрібноштучних хлібобулочних виробів належить випічка переважно з хлібного тіста вагою до 250 грамів. Це булочки, рогалики, круасани тощо.
Хліб з житнього борошна. До простих видів хліба з житнього борошна належать: хліб з оббивного, з обдирного та із сіяного борошна. Поверхня хліба з сіяного борошна, як правило, гладенька, з оббивного — шорстка, з наколеннями або без них; колір від світло-коричневого (сіяного) до темно-коричневого (оббивного). Вологість хліба коливається в межах 43-53 %, пористість — від 45 до 60 %, кислотність — від 7 до 13°. Хліб з нижчих сортів борошна характеризується вищою вологістю і кислотністю і меншою пористістю. Дещо меншу вологість і пористість мають подові види хліба.
Кондитерські вироби виробляються з інших видів тіста, переважно із додаванням жирів та цукру. Сюди також відносяться й несолодкі вироби з тривалим терміном зберігання (галети, крекери, солоні палички, брецлі). Класичними видами кондитерських виробів є печиво, пироги і торти.

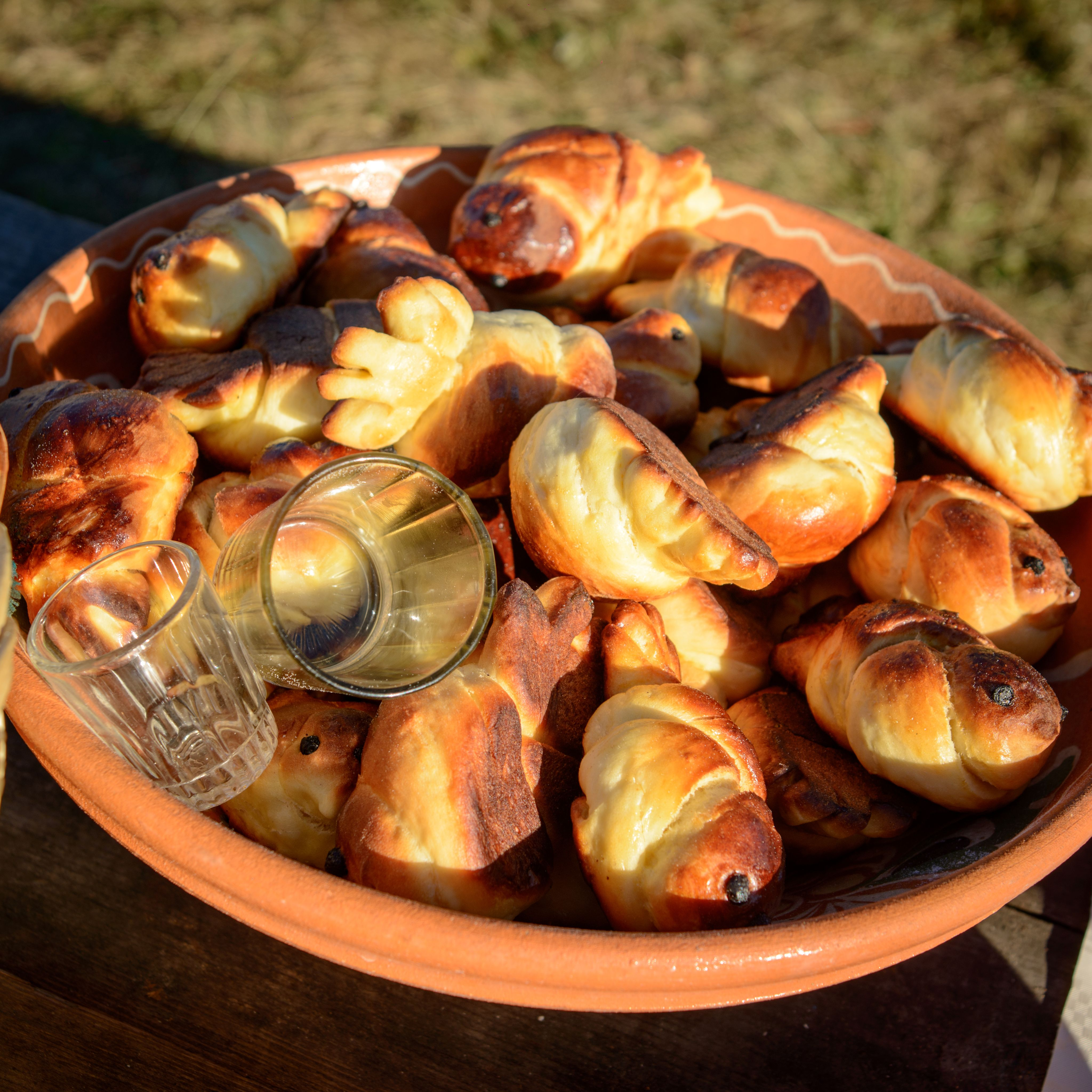
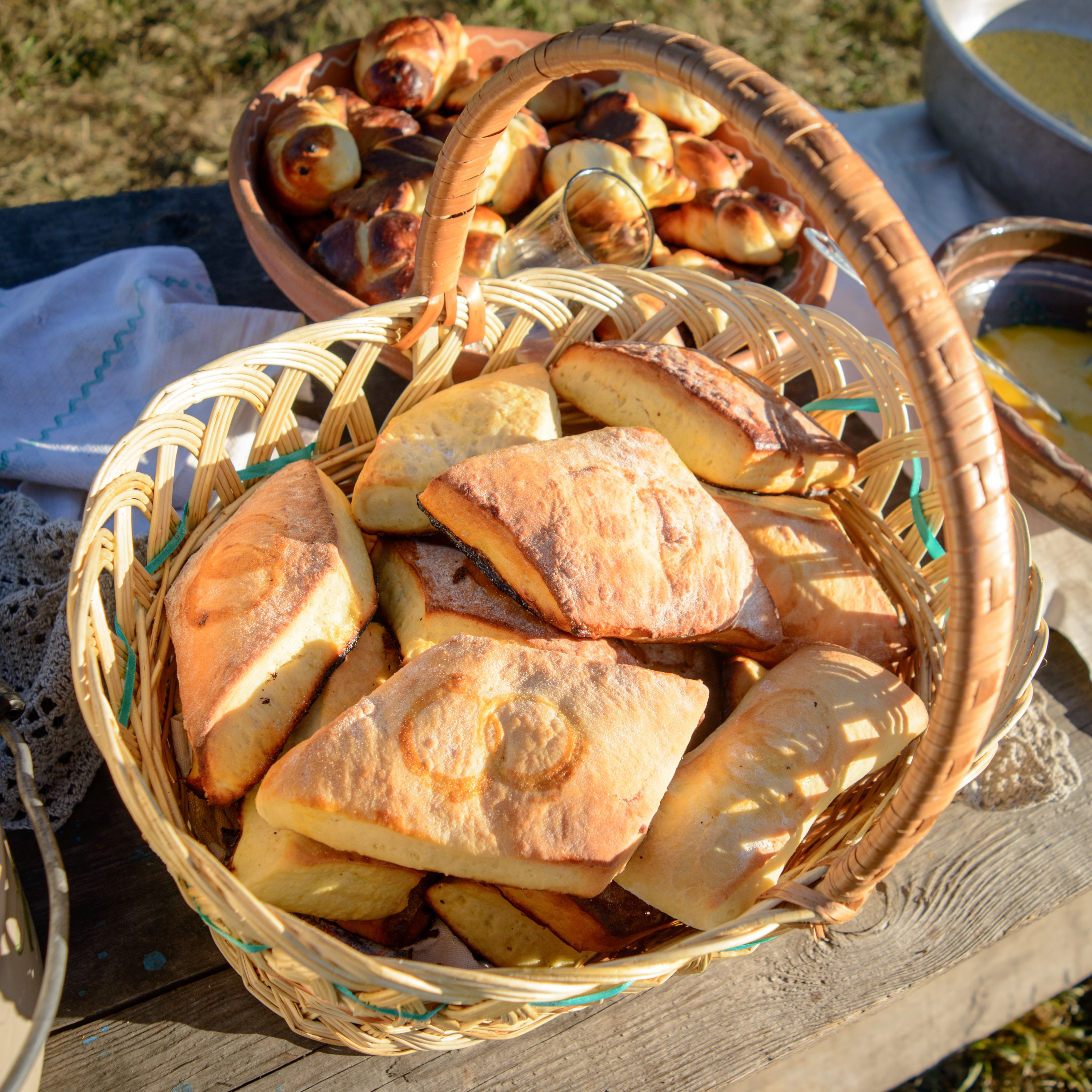
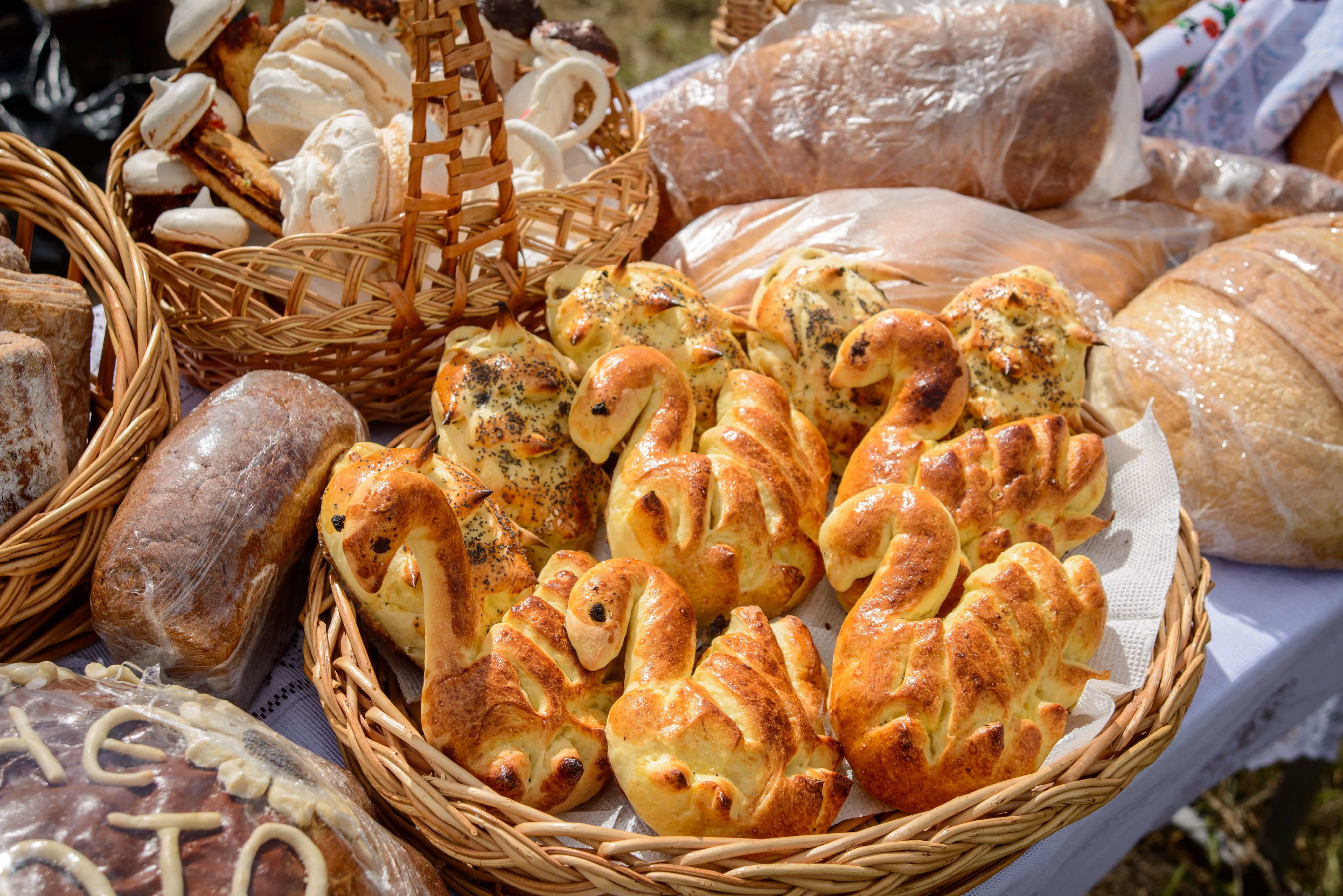
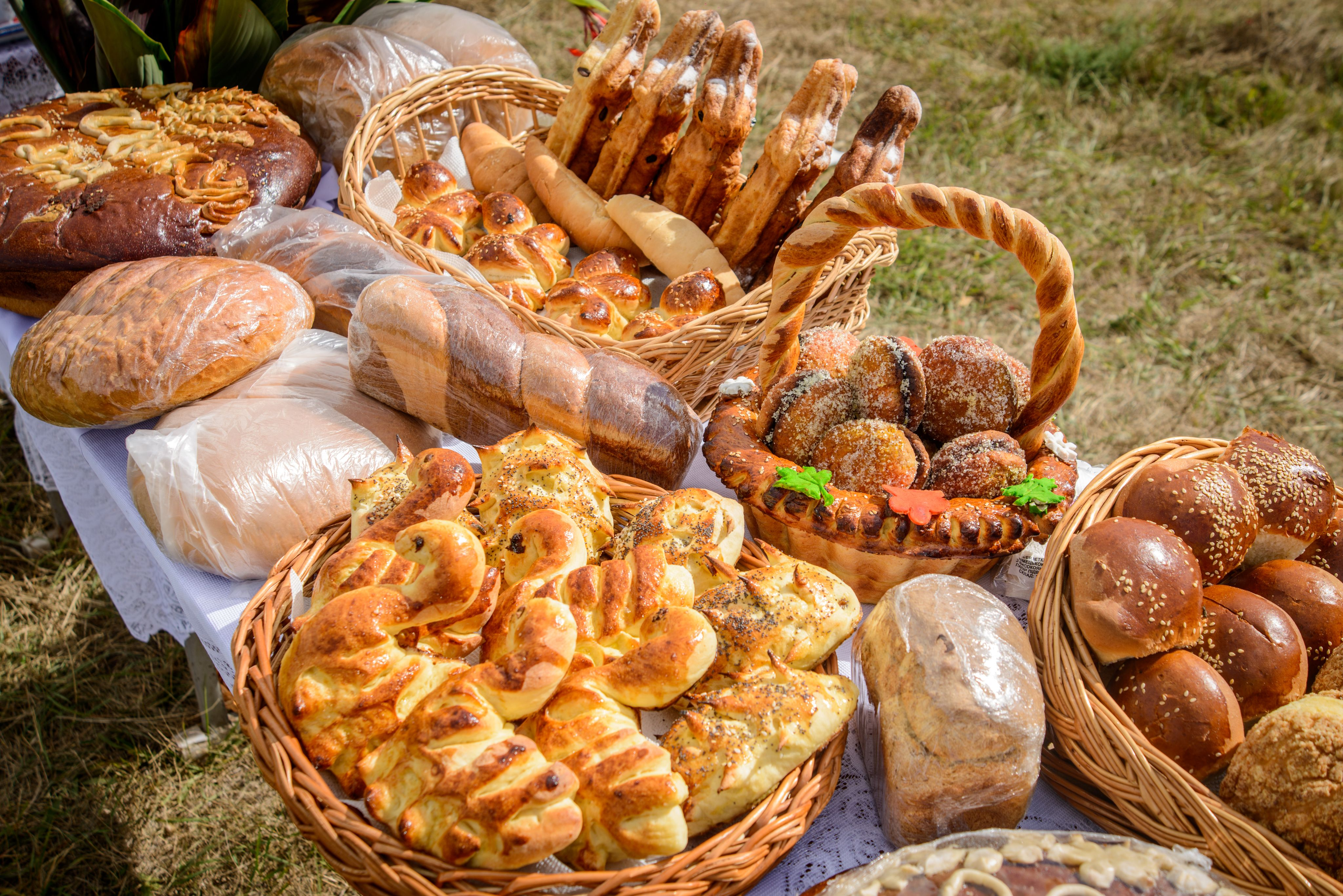
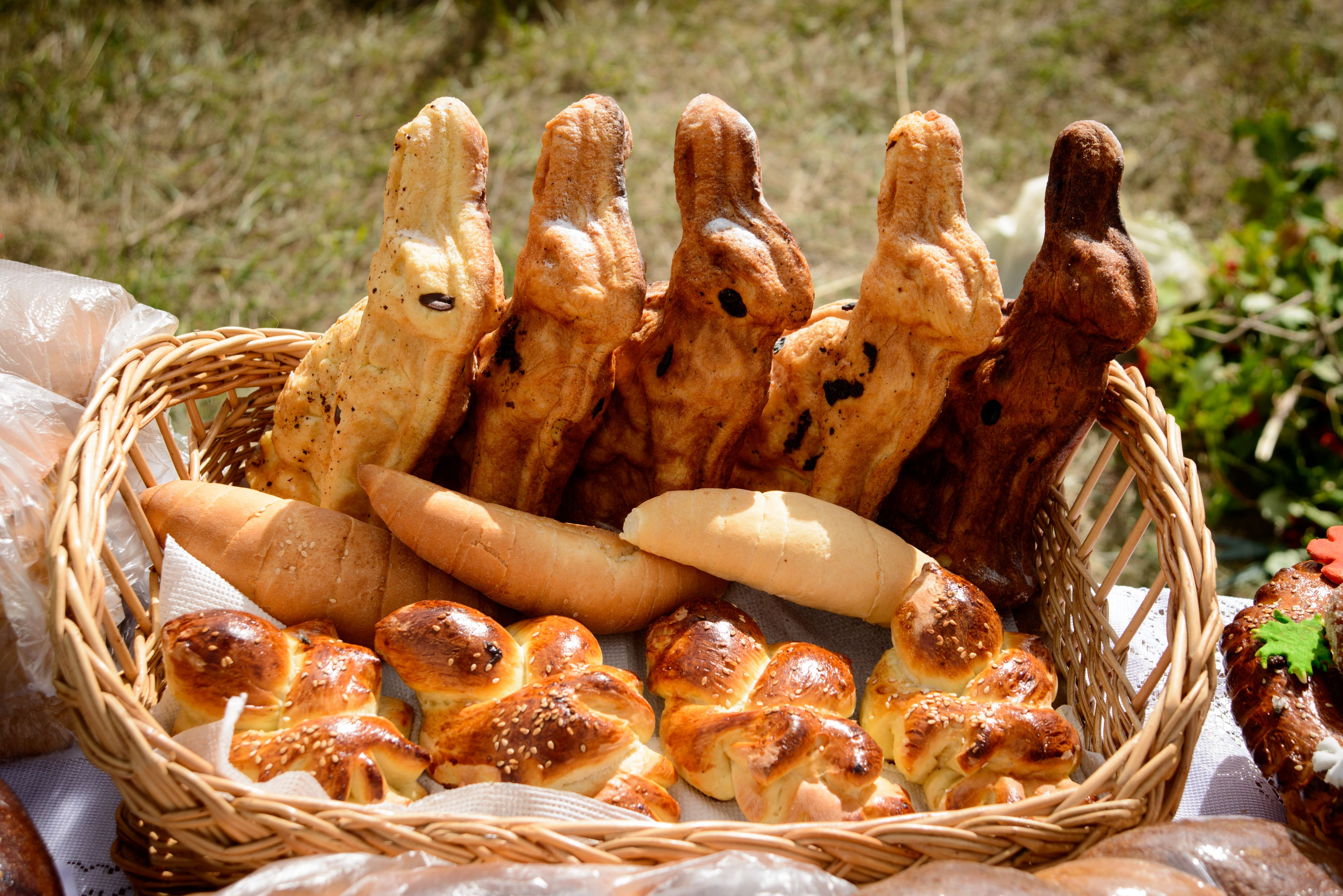
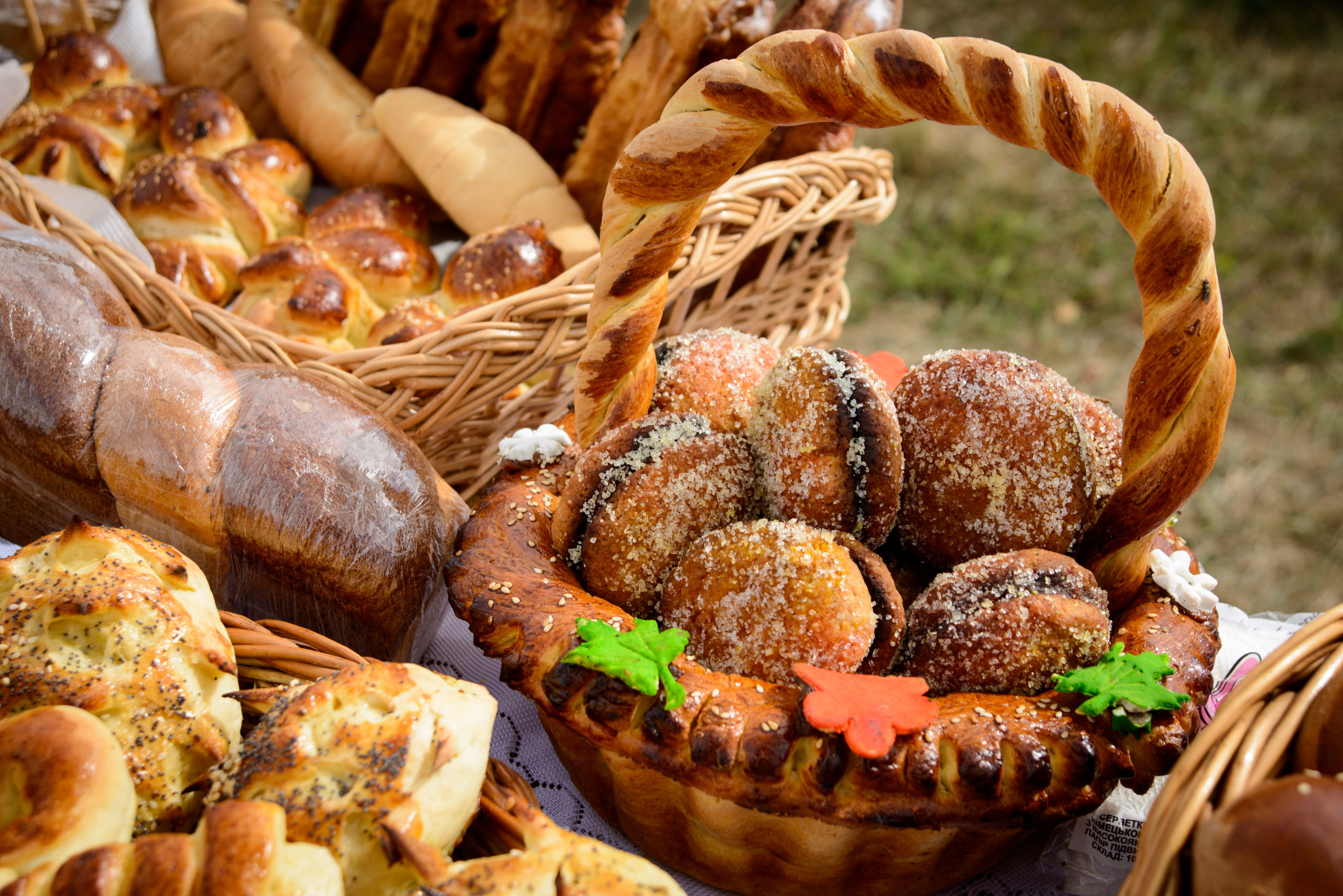
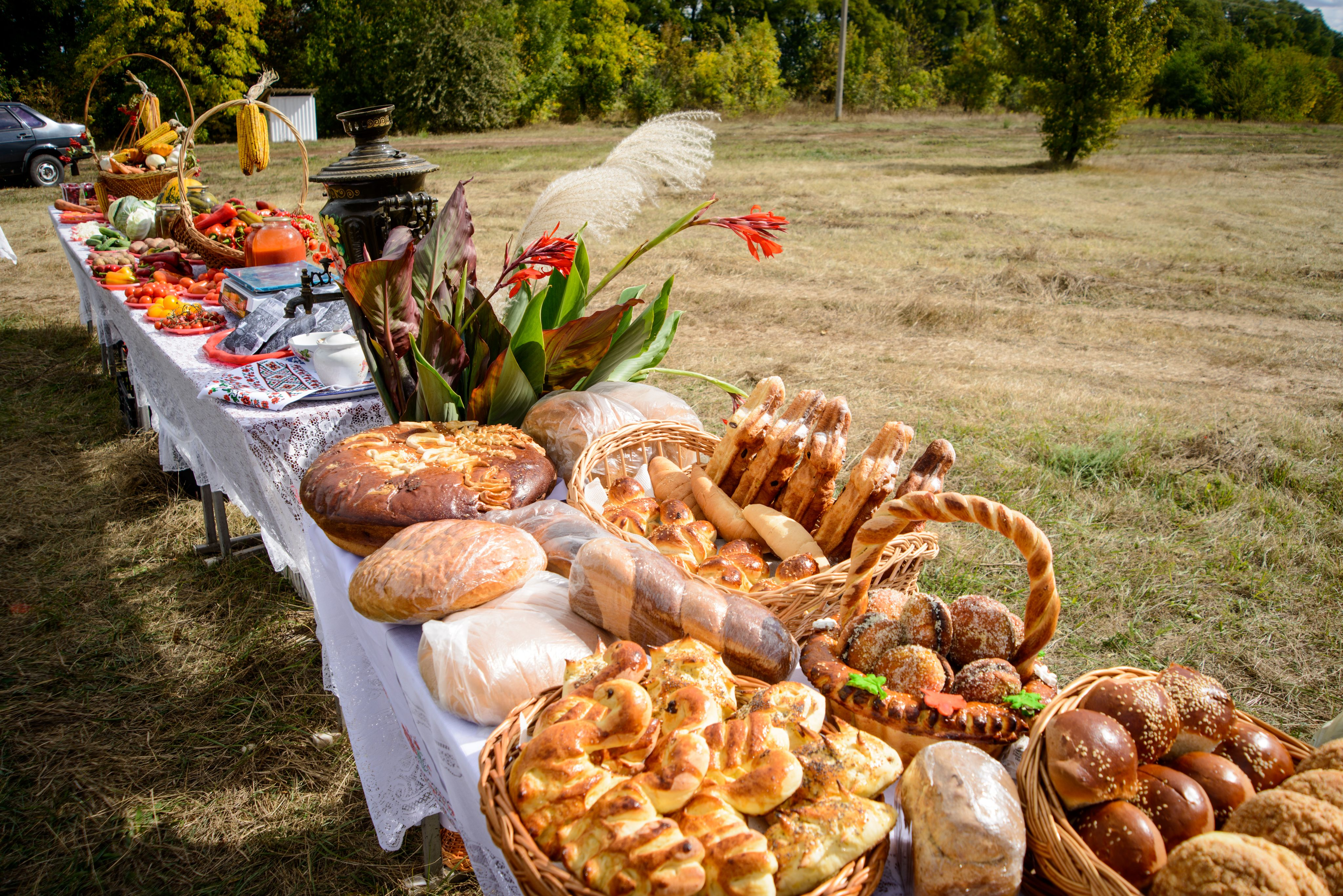
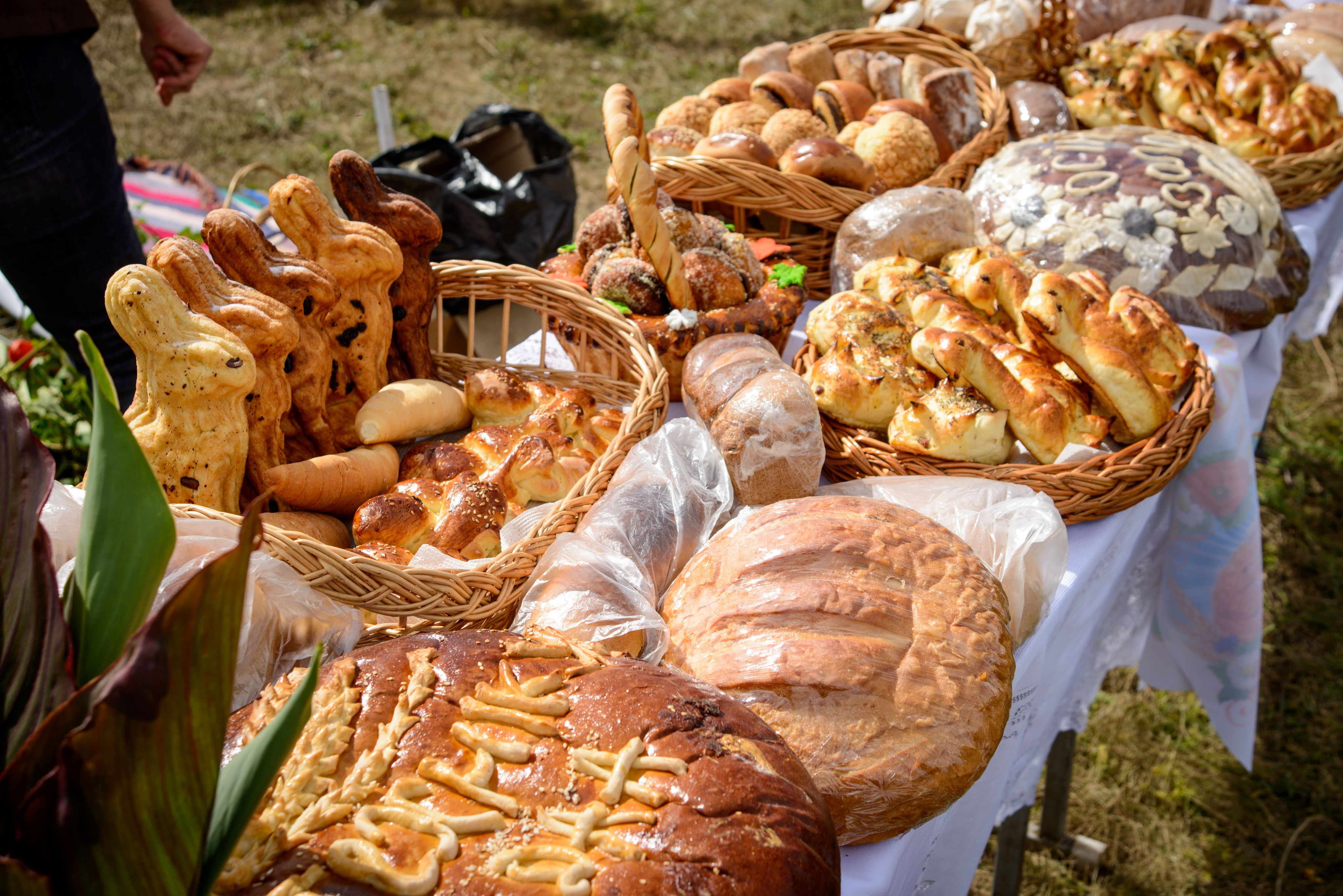